# Siła dośrodkowa

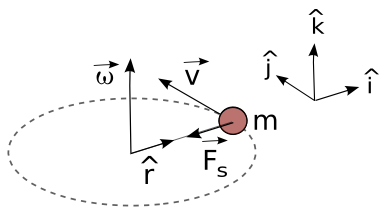
Siła dośrodkowa w ruchu po elipsie

Siła dośrodkowa – w fizyce siła powodująca zakrzywianie toru ruchu ciała, skierowana wzdłuż normalnej (prostopadle) do toru, w stronę środka jego krzywizny.
Na skutek zmiany kierunku ruchu ciała doznaje ono przyspieszenia dośrodkowego, wartość siły powodującej zmianę kierunku ruchu określa wzór:
{\displaystyle F_{d}=ma_{d}={\frac {mv^{2}}{r}},}
gdzie:
{\displaystyle F_{d}} – siła dośrodkowa,
{\displaystyle a_{d}} – przyspieszenie dośrodkowe,
{\displaystyle m} – masa ciała,
{\displaystyle v} – prędkość ciała,
{\displaystyle r} – promień krzywizny toru ruchu, promień okręgu.
Siła dośrodkowa nie zmienia wartości prędkości ciała, ale zmienia kierunek prędkości.
W ruchu po okręgu, powyższy wzór można wyrazić:
{\displaystyle {\vec {F_{d}}}=m{\vec {\omega }}\times ({\vec {\omega }}\times {\vec {r}})=-m\omega ^{2}{\vec {r}},}
gdzie:
{\displaystyle \omega } – prędkość kątowa.